# Campionat d'Espanya de Freestyle Motocross
El Campionat d'Espanya de Freestyle Motocross, regulat per la federació espanyola de motociclisme (RFME, Real Federación Motociclista Española), és la màxima competició de Freestyle Motocross que es disputa a l'estat espanyol. Iniciat el 2005 sota la forma de Copa d'Espanya, fou ascendit a Campionat d'Espanya el 2012.

## Llista de guanyadors
Font:
A 15 de desembre de 2024
| Any  | Campió                 | Motocicleta            |
| ---- | ---------------------- | ---------------------- |
| 2005 | Josep Miralles         | KTM                    |
| 2006 | Josep Miralles         | KTM                    |
| 2007 | Josep Miralles         | KTM                    |
| 2008 | Josep Miralles         | KTM                    |
| 2009 | Edgar Torronteras      | KTM                    |
| 2010 | Josep Miralles         | KTM                    |
| 2011 | No disputat            | No disputat            |
| 2012 | Dylan Trull            | KTM                    |
| 2013 | Pedro José Moreno      | KTM                    |
| 2014 | Pedro José Moreno      | KTM                    |
| 2015 | Pedro José Moreno      | KTM                    |
| 2016 | Maikel Melero          | Yamaha                 |
| 2017 | Maikel Melero          | Yamaha                 |
| 2018 | Maikel Melero          | Yamaha                 |
| 2019 | Pedro José Moreno      | KTM                    |
| 2020 | No disputat (COVID-19) | No disputat (COVID-19) |
| 2021 | No disputat (COVID-19) | No disputat (COVID-19) |
| 2022 | Maikel Melero          | KTM                    |
| 2023 | Maikel Melero          | KTM                    |
| 2024 | Maikel Melero          | KTM                    |

1. ↑  Primera edició com a Campionat d'Espanya

## Estadístiques

### Campions amb més de 3 títols
A 15 de desembre de 2024
| Pilot             | Títols |
| ----------------- | ------ |
| Maikel Melero     | 6      |
| Josep Miralles    | 5      |
| Pedro José Moreno | 4      |